# Strzelce Opolskie (stacja kolejowa)
Strzelce Opolskie – stacja kolejowa w miejscowości Strzelce Opolskie, w województwie opolskim, w powiecie strzeleckim, w gminie Strzelce Opolskie, w Polsce. Według klasyfikacji PKP ma kategorię dworca regionalnego.

## Historia

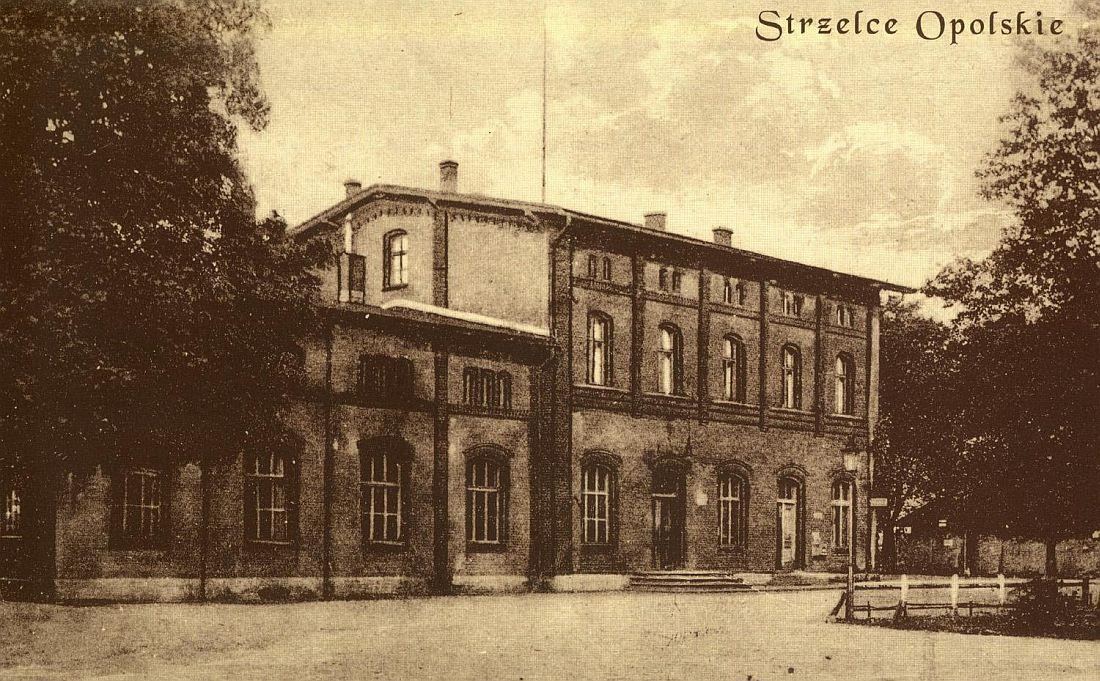
Pierwszy dworzec kolejowy, który stał w latach 1880–1935

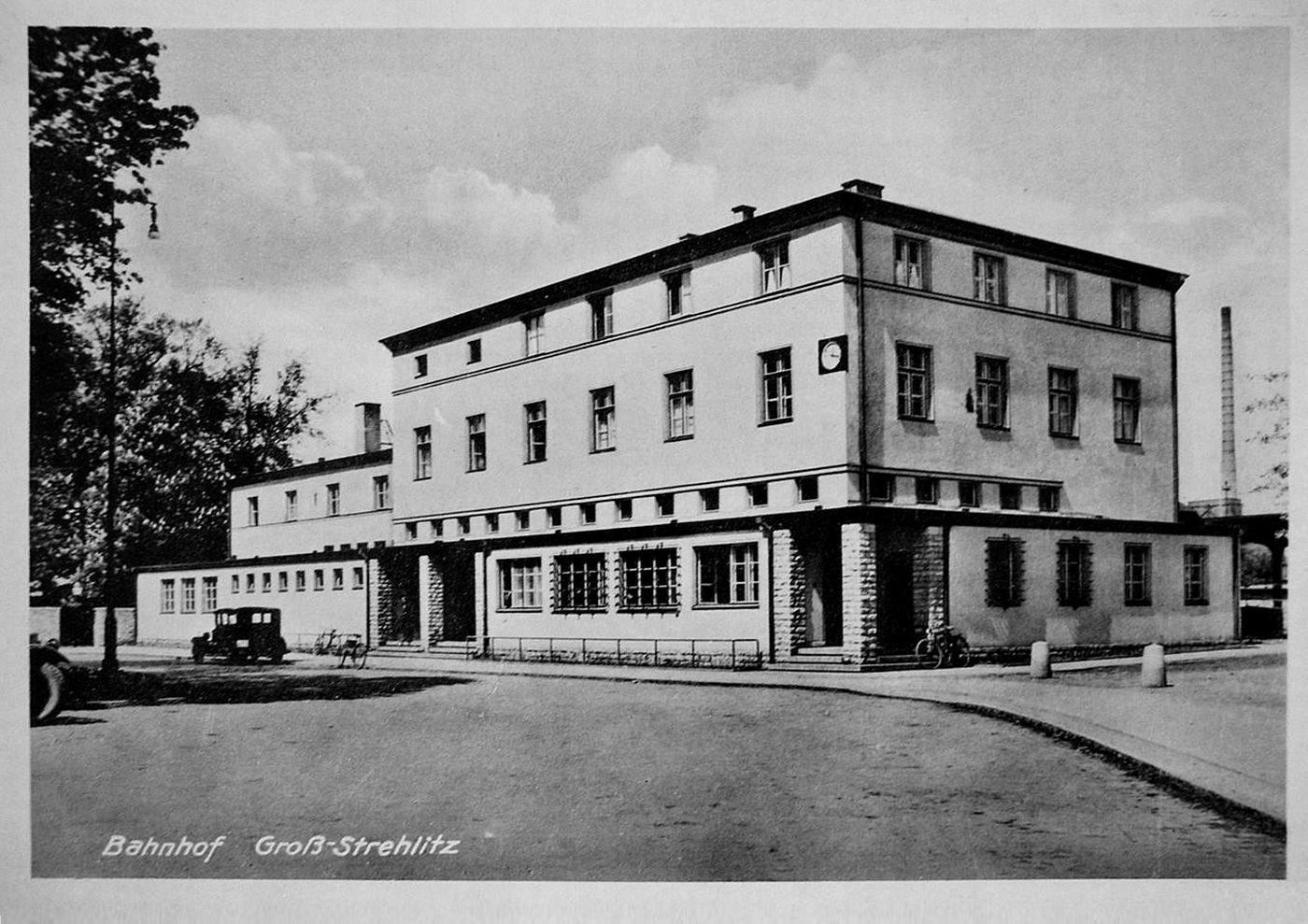
Obecny dworzec kolejowy, wybudowany w 1935 roku, w czasach dwudziestolecia międzywojennego

Strzelce Opolskie uzyskało dostęp do kolei żelaznej w drugiej połowie lat 70. XIX wieku. 1 października 1878 r. przejechał pierwszy pociąg towarowy na trasie Opole – Strzelce Opolskie. Następnie dobudowano kolejny odcinek linii kolejowej z Opola w kierunku Górnego Śląska. 15 maja 1879 został otwarty kolejny odcinek Strzelce Opolskie – Paczyna – Pyskowice. Na początku na całej trasie Opole – Pyskowice istniał tylko jeden tor; z czasem dobudowano drugi. 15 maja 1880 wybudowano kolejny odcinek do Bytomia, przez co stacja Strzelce Opolskie zyskała połączenie z Górnym Śląskiem. W 1880 roku zbudowano pierwszy dworzec kolejowy Strzelec Opolskich.
Na początku XX wieku rozpoczęła się budowa linii kolejowej 175. 15 listopada 1912 r. otwarto pierwszy odcinek linii kolejowej 175 Strzelce Opolskie – Fosowskie (przez Rozmierkę), 1 lipca 1934 r. otwarto kolejny odcinek linii kolejowej 175 Kłodnica (Kędzierzyn Koźle) – Leśnica. 11 (lub 10) czerwca 1936 r. wybudowano ostatni odcinek Strzelce Opolskie – Leśnica, przez co Strzelce Opolskie uzyskało połączenie z Kędzierzynem-Koźlem.
W roku 1935 wybudowano nowy dworzec kolejowy, który do dziś stoi. Kolej w Strzelcach Opolskich prężnie rozwijała się zarówno w czasach dwudziestolecia międzywojennego jak również w PRL.
3 października 1960 roku zelektryfikowano trasę Gliwice – Wrocław przez Pyskowice, Strzelce Opolskie i Opole. Nieco później przez Strzelce Opolskie zelektryfikowano kolejną linię kolejową. Od 11 lipca 1984 roku trasę Strzelce Opolskie – Fosowskie mogły obsługiwać pociągi elektryczne.
W latach 90., kiedy polska kolej przeżywała kryzys, budynek dworca zaczął popadać w ruinę. Ze względu na pogarszający się stan budynku zamknięto poczekalnię, toaletę publiczną i przechowalnię bagażu. W związku z likwidacją fabryk bocznice kolejowe były likwidowane. 23 czerwca 2000 roku zlikwidowano bezpośrednie połączenia do Kędzierzyna Koźla i do Fosowskiego.
W latach 2013–2014, w ramach modernizacji linii kolejowej Błotnica Strzelecka – Opole Groszowice, stacja kolejowa wraz z peronami i przejściem podziemnym została wyremontowana. Poprawił się również stan linii kolejowej Gliwice Łabędy – Opole Groszowice przez Strzelce Opolskie, przez co pociągi mogą jeździć z prędkością do 120 km/h. Inwestycja ta skutkowała zwiększeniem liczby połączeń pociągów pospiesznych TLK i InterCity.

## Ruch pociągów
Stacja kolejowa obsługuje pociągi dalekobieżne (TLK i InterCity spółki PKP Intercity) jak i również osobowe Polregio. Stacja kolejowa znajduje się na ważnym szlaku kolejowym C-E30, który biegnie na trasie Berlin/Drezno - Wrocław - Opole - Katowice - Kraków - Kijów. Obecnie przez stację w Strzelcach Opolskich przejeżdżają wszystkie pociągi pośpieszne kursujące na trasie Wrocław - Opole - Katowice - Kraków - Przemyśl oraz pociągi Regio na trasie Opole Główne - Strzelce Opolskie - Gliwice.

## Ruch pasażerski
| Rok  | Wymiana pasażerska na dobę |
| ---- | -------------------------- |
| 2018 | 700–999                    |
| 2022 | 1 000                      |
| 2023 | 1 100                      |

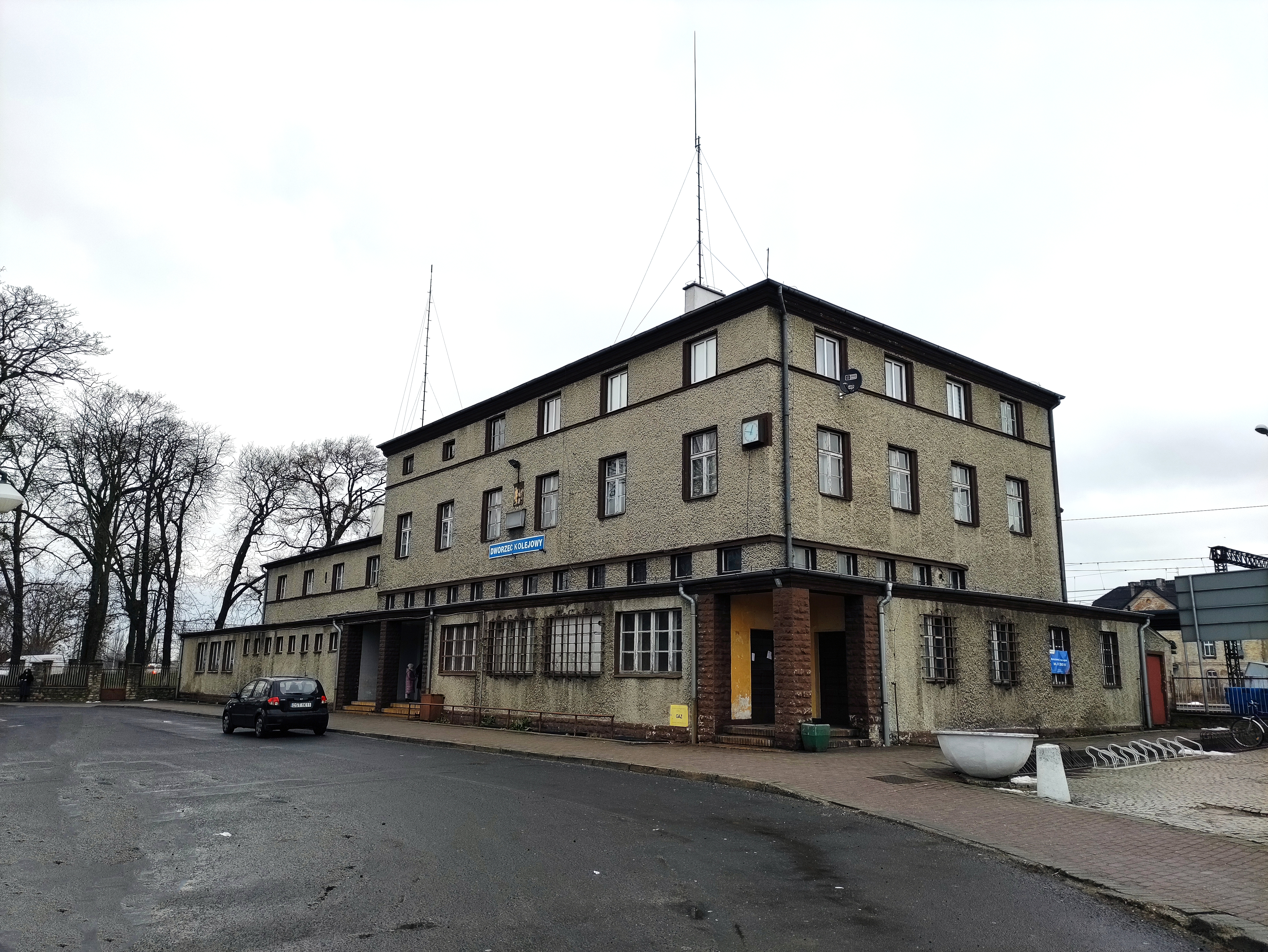
Budynek dworca od strony parkingu
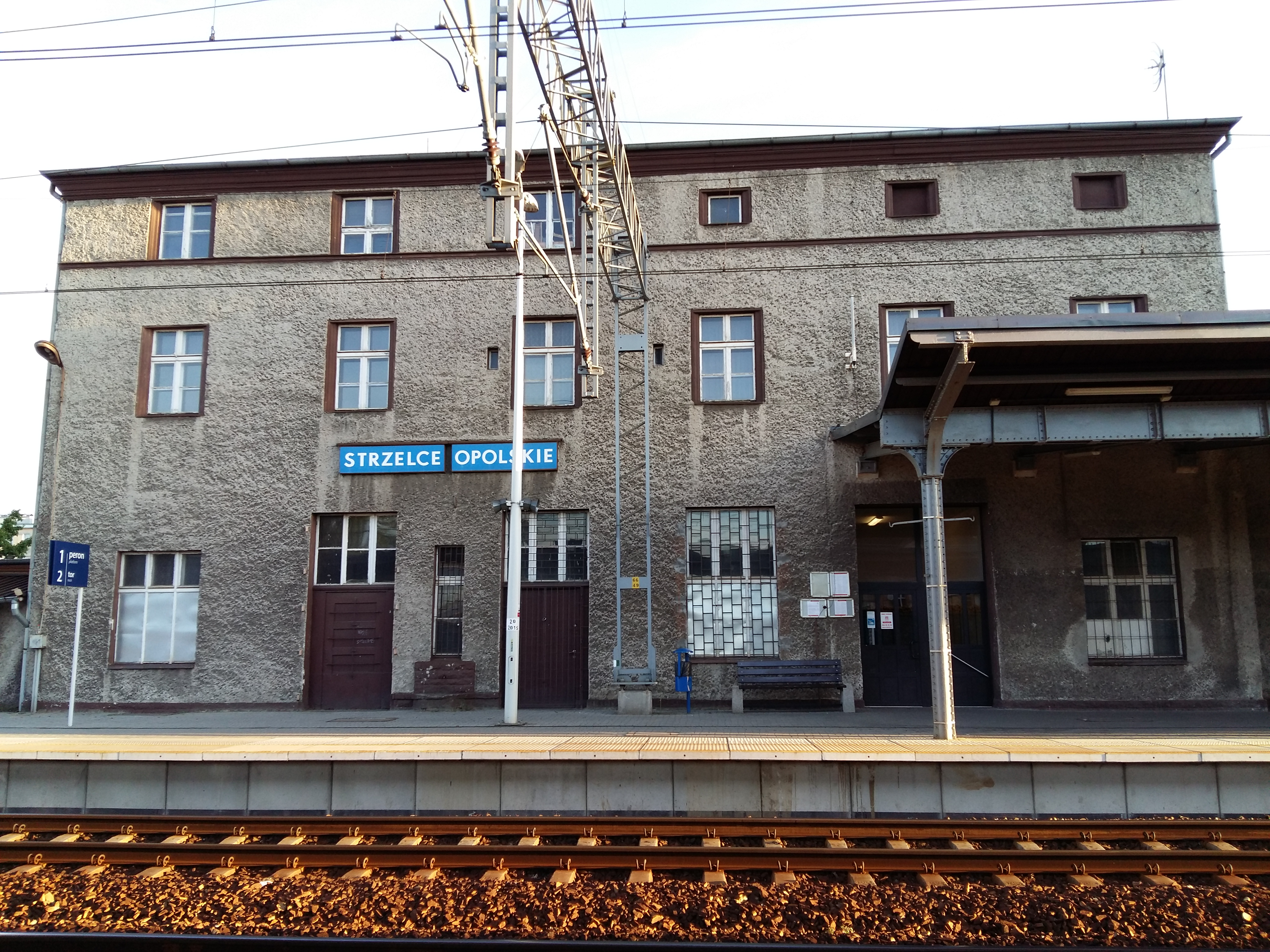
Budynek dworca od strony peronów
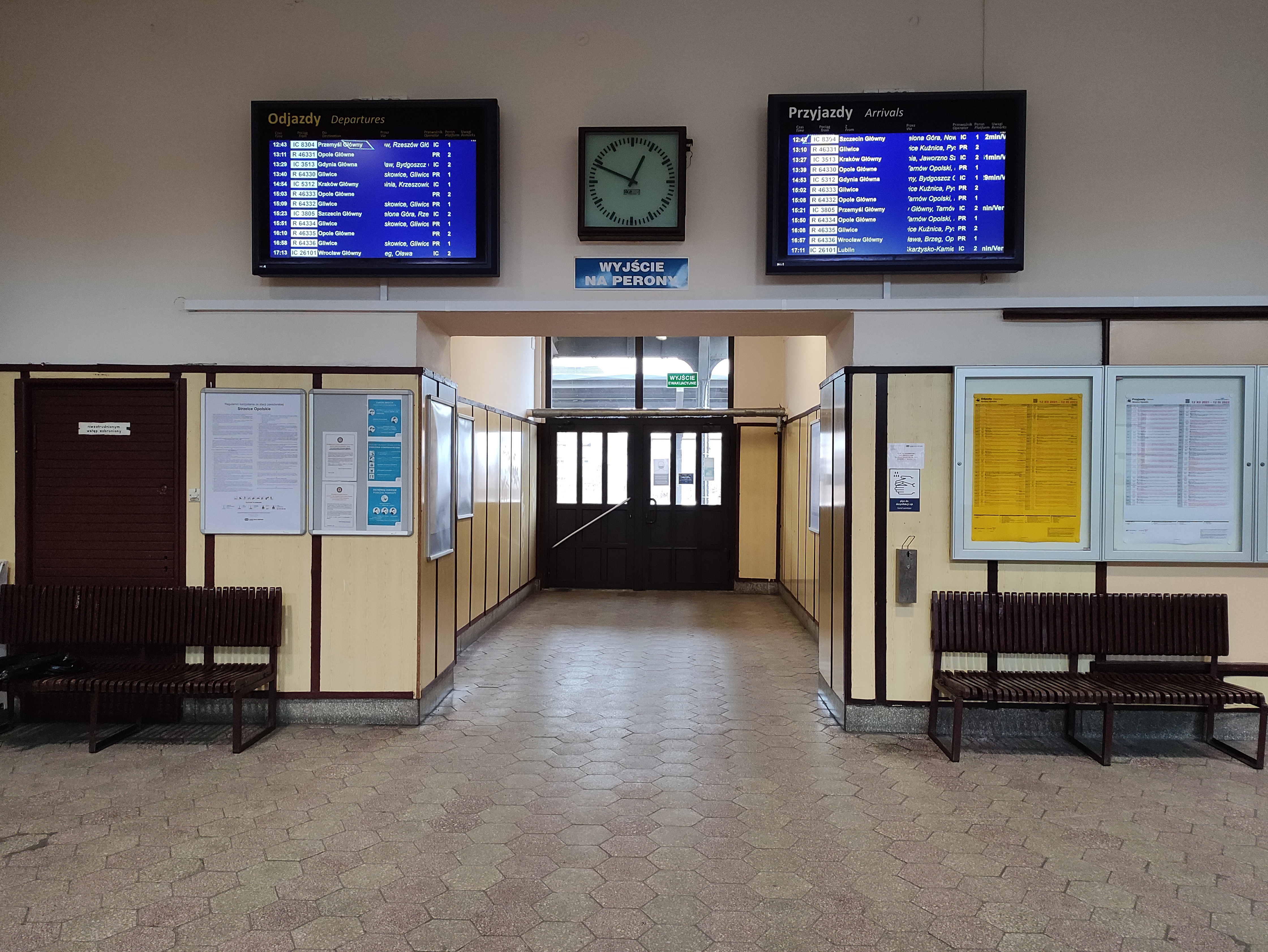
Poczekalnia w budynku dworca kolejowego
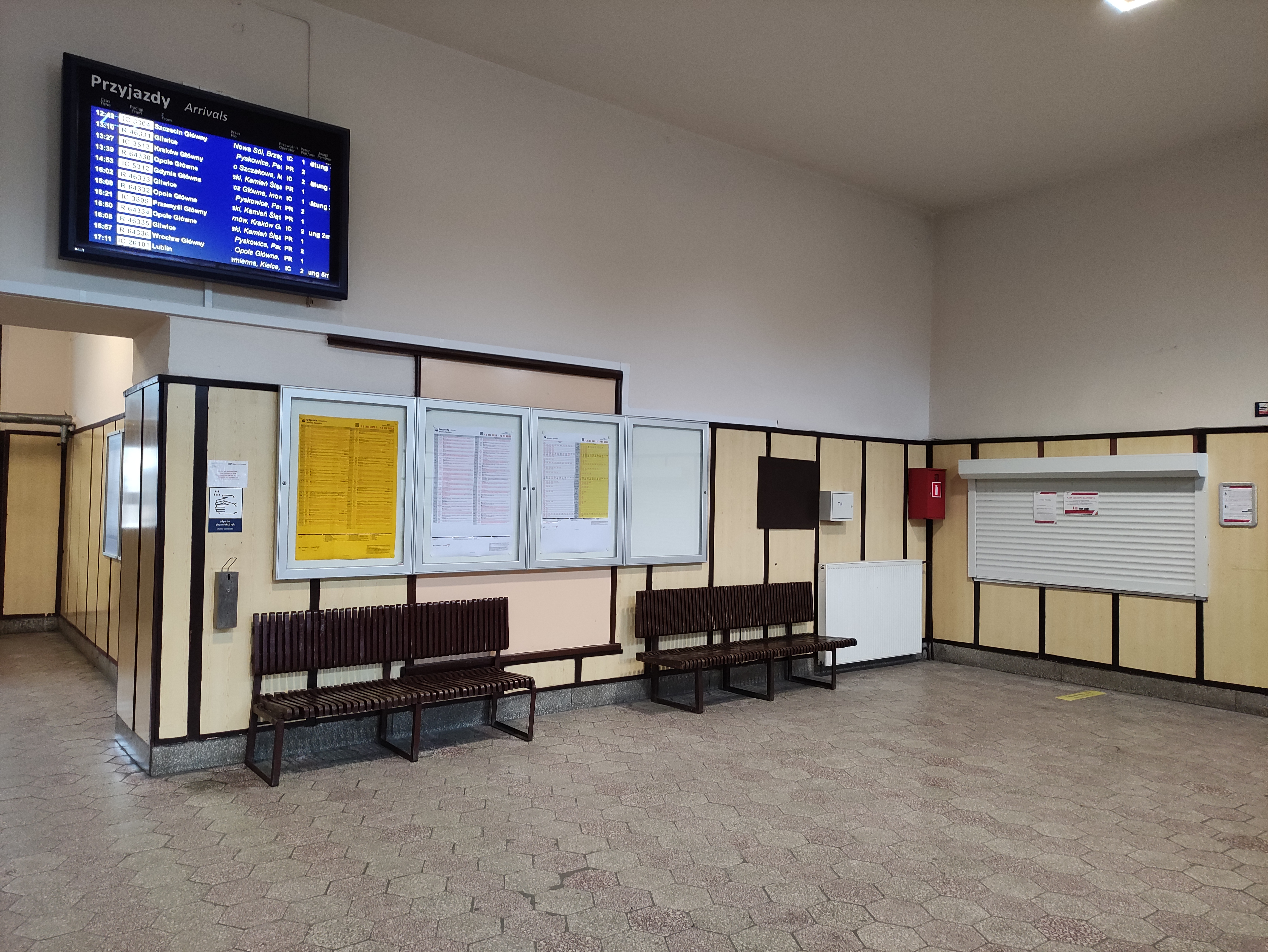
Poczekalnia oraz kasa biletowa
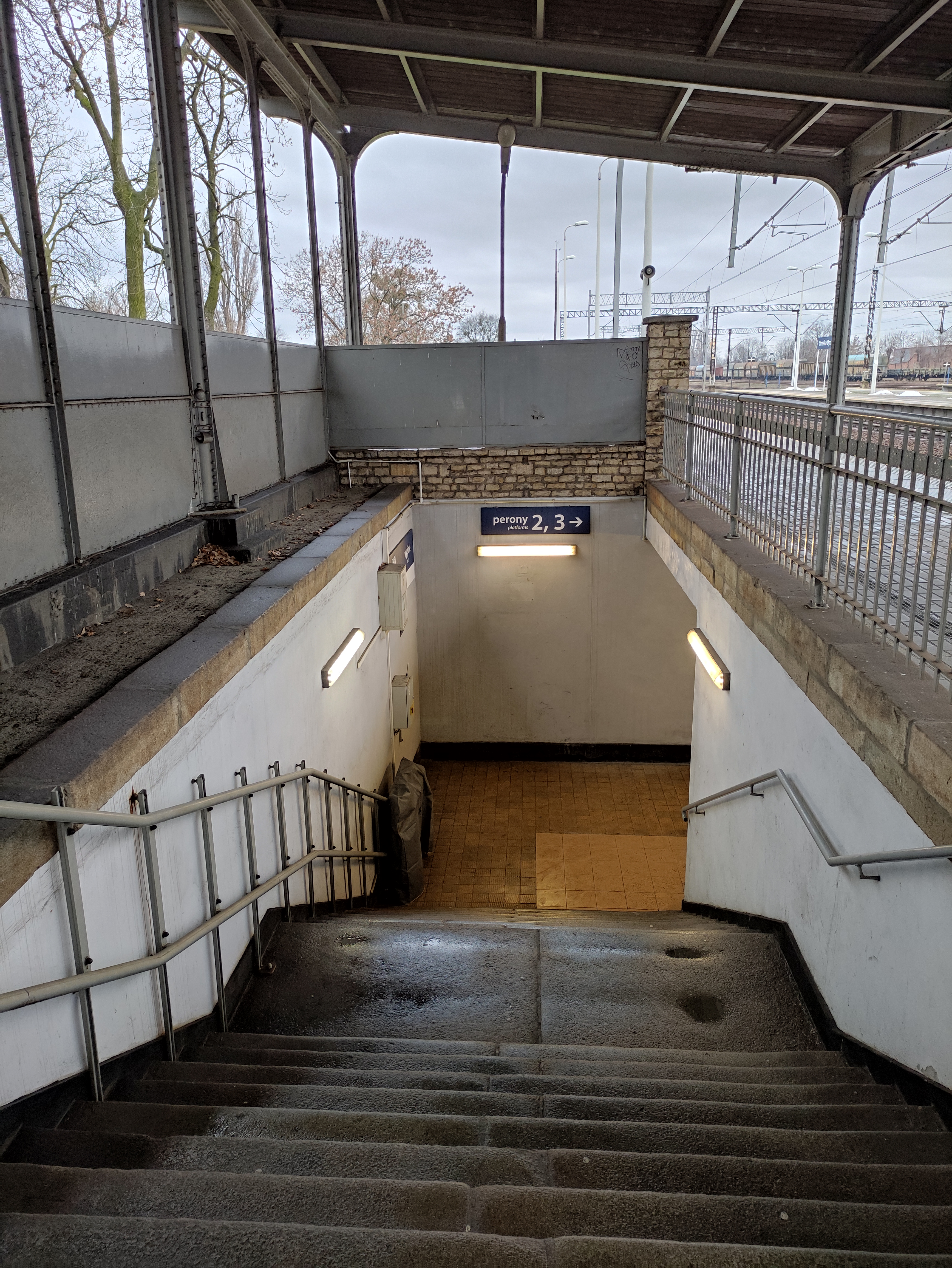
Wejście z peronu pierwszego do przejścia podziemnego
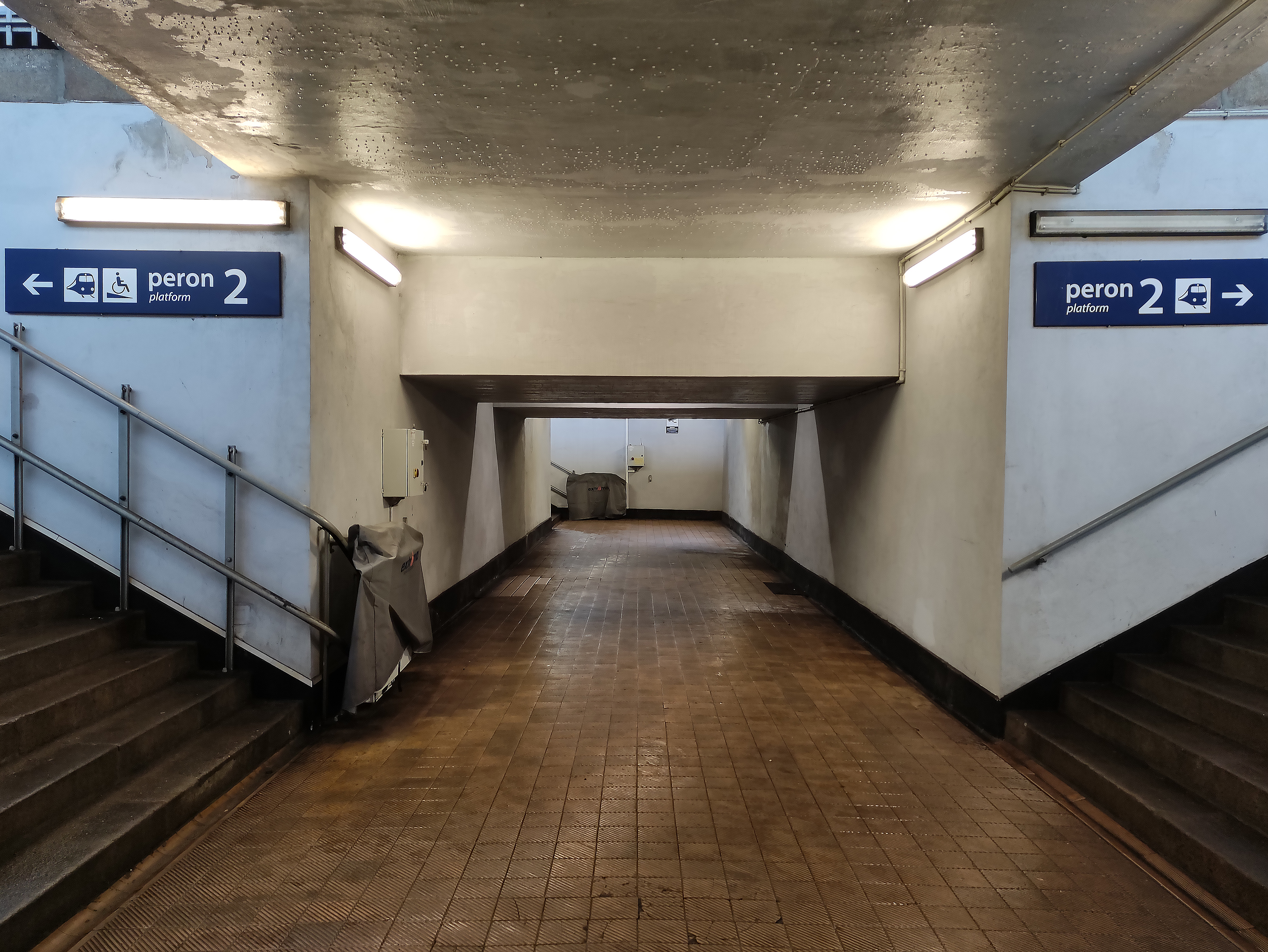
Przejście podziemne między peronami
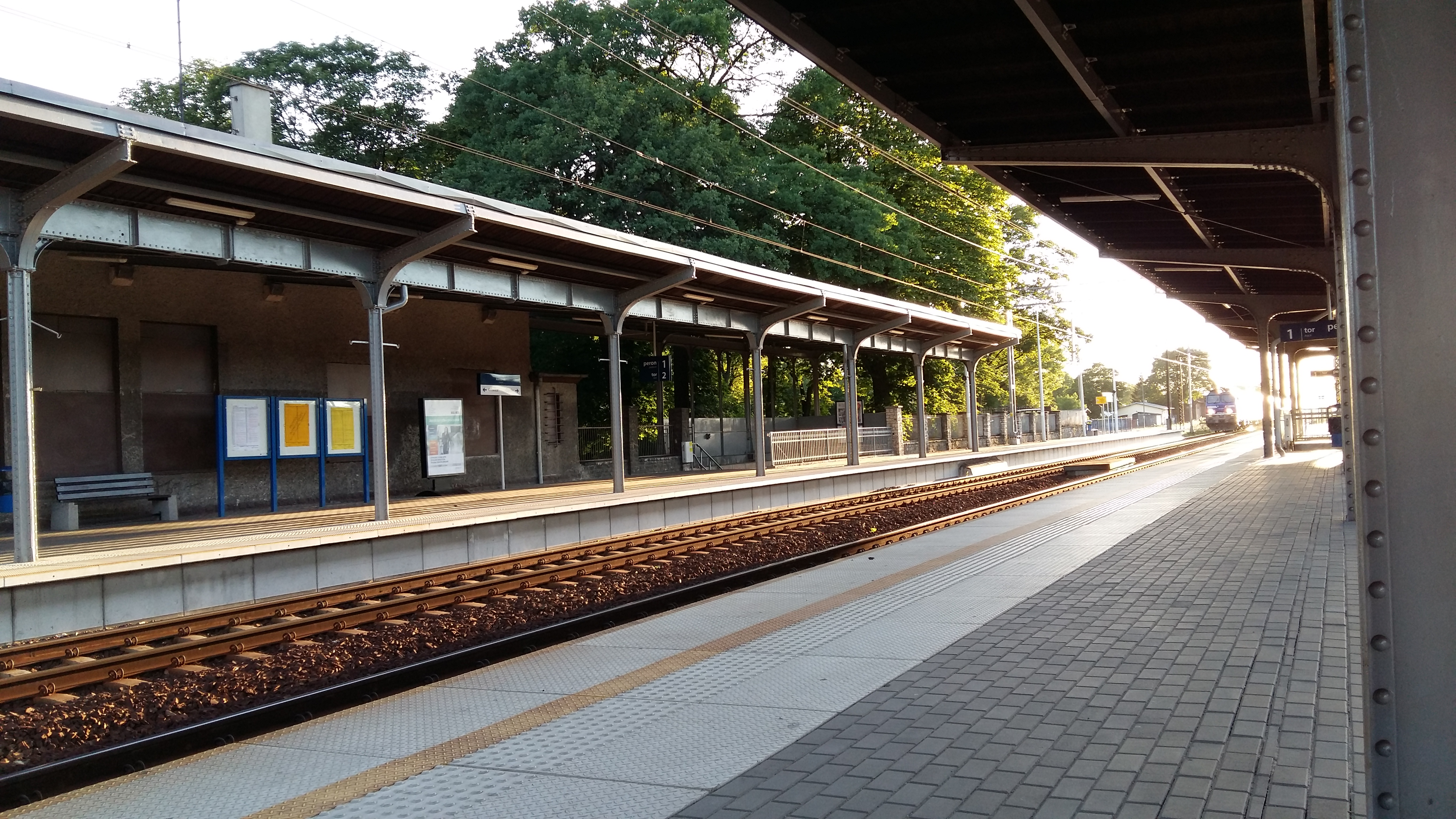
Perony na stacji
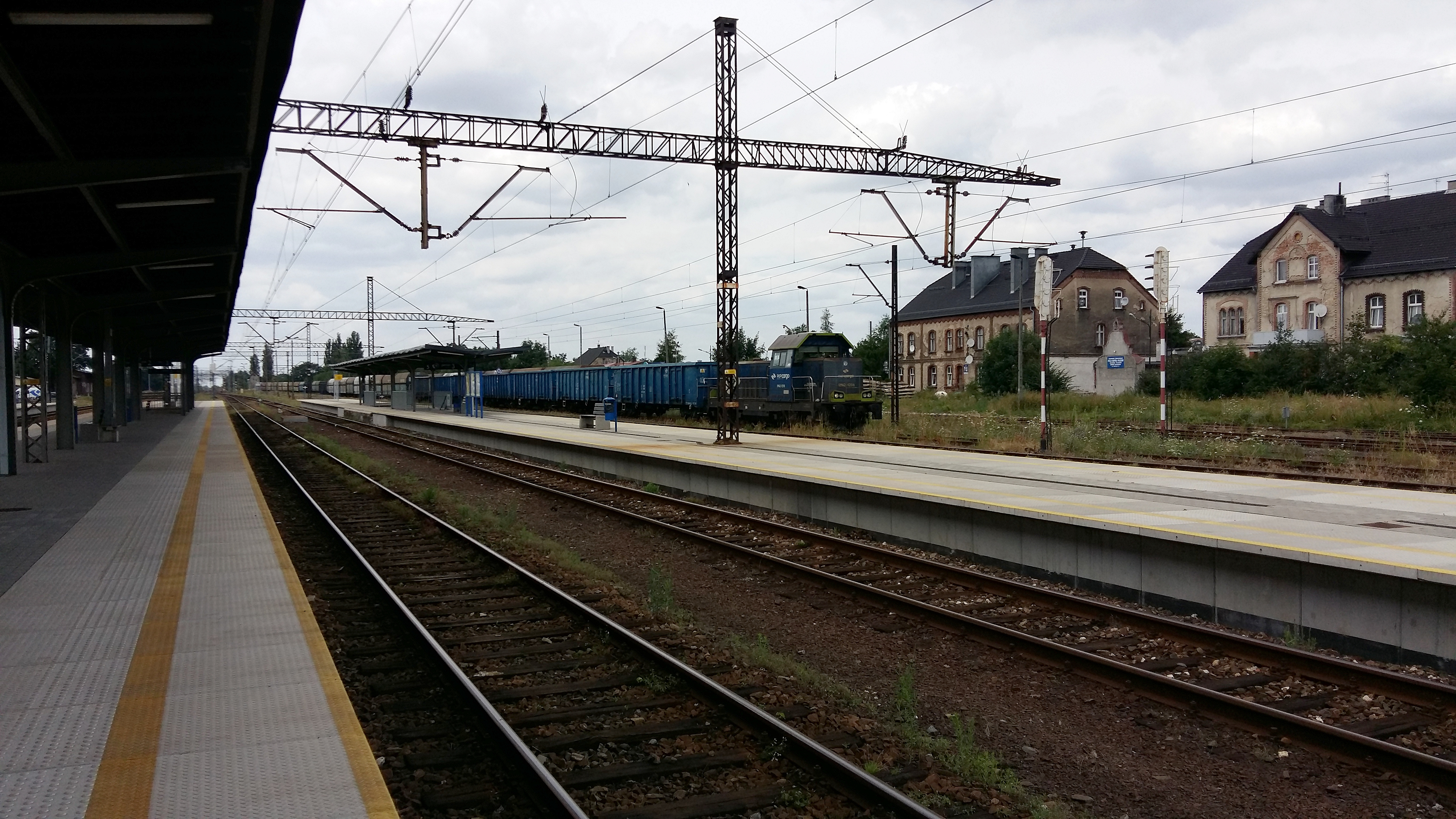
Perony na stacji
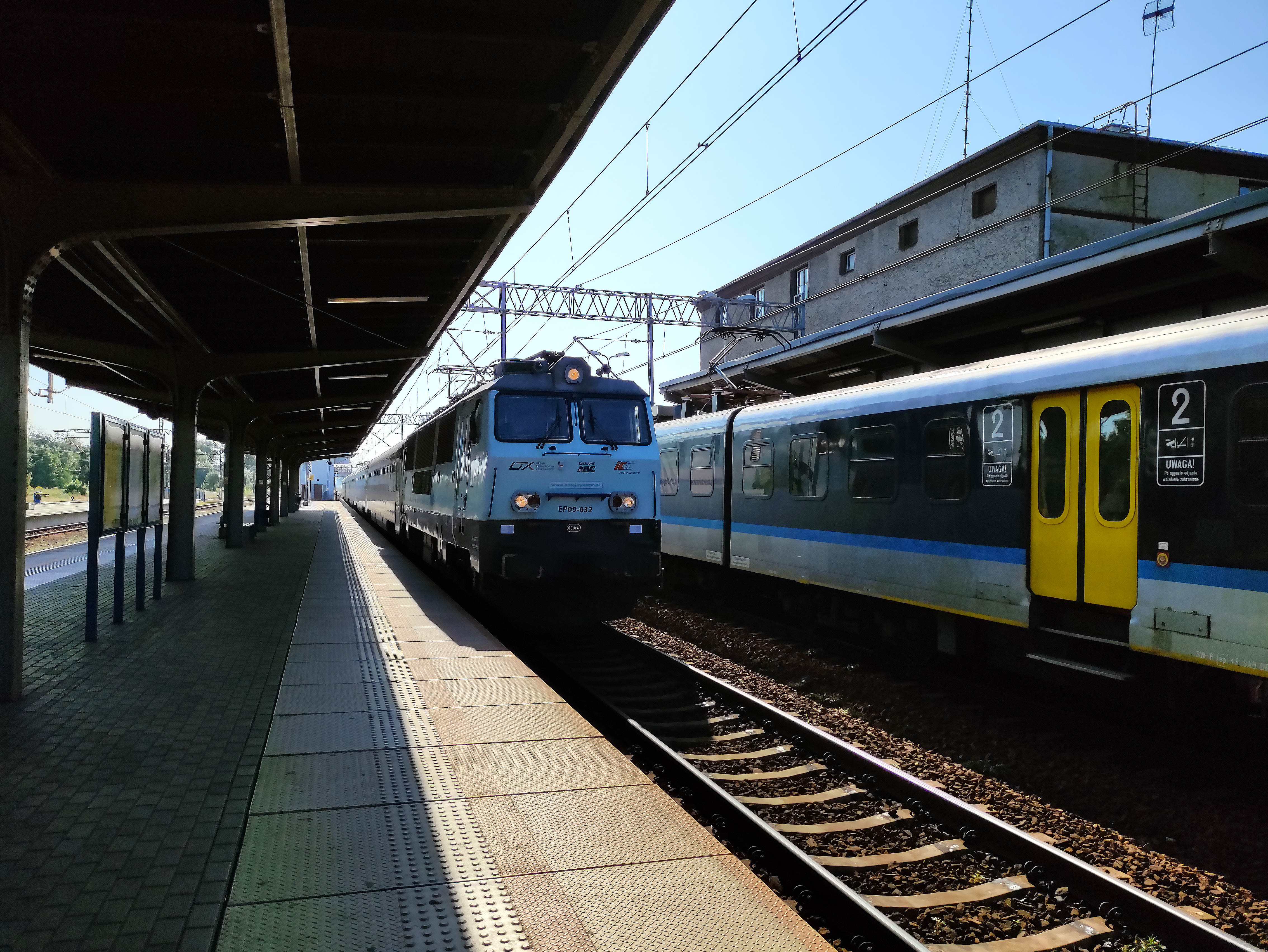
Ruch pasażerski w 2021 roku